# Benjamin Pavard
Benjamin Jacques Marcel Pavard (født 28. marts 1996) er en fransk professionel fodboldspiller, som spiller for Serie A-klubben Inter Milan og Frankrigs landshold.

## Klubkarriere

### Lille
Pavard spillede størstedelen af sine ungdomsår hos Lille, og blev i 2014 rykket op i klubbens seniortrup. Han fik sin Ligue 1-debut for klubbens førstehold 31. januar 2015 i et opgør mod FC Nantes.

### Stuttgart
I sommeren 2016 skiftede Pavard til VfB Stuttgart i Tyskland, hvor han skrev under på en fireårig kontrakt. Han etablerede sig med det samme som en fast mand i mandskabet, og forblev i rollen i sine tre år i klubben.

### Bayern München
Pavard skiftede i januar 2019 til Bayern München efter at han havde imponeret ved VM 2018 i Rusland. Som del af aftalen ville han spille resten af 2018-19 sæsonen med Stuttgart, og skiftede til Bayern i juli 2019.

### Inter Milan
Pavard skiftede i august 2023 til Inter Milan. Han var i sin debutsæson med til at vinde mesterskabet med Inter.

## Landsholdskarriere

### Ungdomslandshold
Pavard har repræsenteret Frankrig på flere ungdomsniveauer.

### Seniorlandshold
Pavard debuterede for Frankrigs landshold den 10. november 2017. Pavard var del af Frankrigs trup som vandt verdensmesterskabet i 2018, og scorede her imod Argentina i ottendelsfinalen på en halvflugter, som efter turneringen blev kåret som det bedste mål i turneringen.

## Titler
VfB Stuttgart
- 2. Bundesliga: 1 (2016-17)

Bayern München
- Bundesliga: 4 (2019-20, 2020-21, 2021-22, 2022-23)
- DFB-Pokal: 1 (2019-20)
- DFL-Supercup: 3 (2020, 2021, 2022)
- UEFA Champions League: 1 (2019-20)
- UEFA Super Cup: 1 (2020)
- FIFA Club World Cup: 1 (2020)

Inter Milan
- Serie A: 1 (2023-24)
- Supercoppa Italiana: 1 (2023)

Frankrig
- Verdensmesterskabet: 1 (2018)
- UEFA Nations League: 1 (2020-21)

Individuelle
- VM i fodbold Turneringens mål: 1 (2018)
- kicker Bundesliga Sæsonens hold: 1 (2019-20)